# Gavin Friday
Gavin Friday, pseudonimo di Fionan Martin Hanvey (Dublino, 8 ottobre 1959), è un cantautore e attore irlandese.
È il fondatore del gruppo Virgin Prunes e dell'etichetta indipendente Baby.

## Biografia
Ha studiato in una scuola Cattolica per molti anni. È noto principalmente per essere uno dei fondatori dei Virgin Prunes, gruppo di matrice post punk nato alla fine degli anni settanta, che poi successivamente ispirato il genere gothic rock.
Nel 1986, Friday lascia la band per dedicarsi all'attività di pittore, ma già l'anno successivo ritrova la voglia di musica grazie all'incontro con il pianista e compositore Maurice Seezer (anche noto come Man Seezer), con il quale si esibisce per la prima volta in un concerto per raccogliere fondi contro l'AIDS svoltosi a Dublino nell'ottobre 1987. In Seezer, Friday trova il compagno perfetto per il peculiare tipo di musica che ha in mente: un misto fra punk e burlesque, un omaggio a Berthold Brecht che non disdegna riferimenti volutamente kitsch a Édith Piaf e Oscar Wilde.
Il primo album del duo, infatti, porta il titolo di Each man kills the thing He loves (1989), esplicita citazione da La ballata del carcere di Reading, opera composta da Oscar Wilde in seguito alla detenzione per la sua omosessualità. I temi dell'album sono gli stessi già affrontati dai Virgin Prunes, ovvero amore, sesso e morte.
Il brano d'apertura, che porta lo stesso titolo dell'album, è un passo della ballata di Wilde, musicata in modo semplice ed immediato. La canzone Next, invece, è la traduzione di un'opera di Jacques Brel. L'lp, inoltre, contiene anche una versione di Death is not the end di Bob Dylan. Each man kills the thing He loves si avvale della presenza di musicisti notevoli, come Michael Blair, Marc Ribot, Fernando Saunders e Bill Frisell. L'album successivo esce nel 1992 e si intitola Adam'n'Eve.
Nonostante la collaborazione con Seezer proceda senza scossoni di rilievo, questo nuovo lavoro appare notevolmente differente dal precedente: le sonorità sono elettriche e presentano venature pop, i temi sono più leggeri ed affrontati con un umorismo indubbiamente maggiore rispetto al cupo sentimento di predestinazione che incombeva su Each man kills the thing He loves. Ascoltando questo album, si potrebbe pensare che il percorso artistico di Gavin Friday sia orientato ad un progressivo allontanamento dal mondo del rock, ma l'album successivo mostra un così netto ritorno alla prima maniera da contraddire decisamente questa supposizione: Shag Tobacco è un'opera completa ed armonica, in cui le molte anime dell'artista si rivelano appieno.
Shag Tobacco (1995) presenta brani duri come Dolls ed estremamente radiofonici come  Angel (non a caso divenuta brano portante della colonna sonora del film Romeo+Juliet ). L'amore per il kitsch si arricchisce di una nuova figura, quella del cantante d'opera Enrico Caruso, al quale è dedicata un'omonima canzone; il riferimento al grottesco brechtiano appare qui compiutamente definito, in brani come The last song I'll ever sing (ironica, ma anche sincera), Kitchen Sink Drama, e, soprattutto, Mr Pussy, sorta di testamento musicale lasciato da una drag queen irlandese, celebrata anche da un libro di Patrick McCabe (1998).
La poliedricità di Friday si è riversata in molte, differenti, attività nel corso degli anni: l'amore per la pittura lo ha condotto ad alcune esibizioni, come quella intitolata I didn't come up the Liffey in a bubble ed esposta alla Hendriks Gallery di Dublino nel 1988; il desiderio di produrre musica gli ha fatto aprire una etichetta indipendente, la Baby Records, con la quale ha prodotto, fra l'altro, i tre album dei The Prunes, band nata successivamente allo scioglimento dei Virgin Prunes e formata essenzialmente dagli altri membri rimasti.
Nel 1999 ha realizzato un documentario su dei rifugiati in Kosovo. Nell'ultimo film di Neil Jordan, Breakfast on Pluto, appunto, Gavin si è trovato ad essere anche uno degli attori protagonisti, interpretando la parte di Billy Hatchet, uno sgargiante cantante degli anni settanta che gira l'Irlanda con la sua band a bordo di un camioncino e porta coloratissimi spettacoli in discoteche locali, se non rurali. Nello stesso film, inoltre, compare anche Seezer, in un ruolo che gli calza a pennello: un musicista taciturno e sornione che, a fronte di pochissime battute, esprime con eloquentissimi sguardi la disapprovazione del gruppo per la storia d'amore allacciata da Billy Hatchet con la drag queen protagonista (interpretata splendidamente da Cillian Murphy).
Nel 2001 il cantante ha creato ed interpretato uno spettacolo teatrale in omaggio al compositore tedesco Kurt Weill, raccogliendovi brani provenienti dal cabaret tedesco degli anni venti e trenta e dalla Broadway degli anni quaranta, interpretandoli in un gioco fra musical e recitazione. Nello stesso modo, più recentemente, ha ideato uno spettacolo simile ispirandosi ai personaggi dei film Disney, nel quale Friday copre tutti i ruoli con una serie di vocine ora cupe, ora stridule che finiscono con lo stravolgere i brani ed i personaggi trasformandoli in tanti mostri grotteschi ed inquietanti, degni dei primi show a base di sangue e melma dei Virgin Prunes.
La musica, ad ogni modo, resta il suo interesse prioritario, nonostante dal 1995 non abbia più avuto modo di completare un album: insieme all'ormai inseparabile Seezer, Friday scrive una serie di canzoni per numerose colonne sonore, come la già citata Angel per Romeo+Juliet (1996) di Baz Luhrmann, o The last song I'll ever sing inserita in Basquiat di Julian Schnabel, ma soprattutto scrive per Jim Sheridan, regista irlandese di grande spessore. Tre suoi film vedono la partecipazione musicale di Friday/Seezer: Nel nome del padre (In the name of the Father, 1993, nel quale compaiono ben tre canzoni scritte dal duo, Billy Boola, You made me the thief of your heart, interpretata da Sinead O'Connor, e In the name of the Father, cantata in coppia da Gavin stesso e da Bono degli U2); l'intera soundtrack di The Boxer (1997) e, per il recente In America (2003), la musica portante e la canzone Time enough for tears, interpretata da Andrea Corr dei The Corrs.
Nel 2006 Gavin Friday collabora con Neil Jordan a Breakfast on Pluto, film del quale Friday è una delle fonti d'ispirazione, nonché uno degli attori principali. Per questo film, il cantante interpreta due canzoni in puro stile anni settanta: Sand, che vorrebbe essere una ballata romantica con sottintesi erotici, ma che viene ironicamente cantata da Friday in un singolare duetto con Cillian Murphy travestito da squaw, e Wig Wam Bam, una scanzonata ed allegra canzone pop degli Sweet, gruppo del quale Billy Hatchet adotta anche l'abbigliamento da capo indiano e i pantaloni dorati.
Il 22 aprile 2011 esce il nuovo album, catholic. Nell'album tributo agli U2 AHK-toong BAY-bi Covered, pubblicato il 26 ottobre 2011, Friday compare come interprete della cover di The Fly.
A novembre 2024 esce il nuovo album "Ecce Homo" prodotto da Dave Ball (Soft Cell) che ha portato le sue brillanti sonorità elettroniche.

## Citazioni e omaggi
- Il suo brano Lord I'm coming, da catholic, viene scelto dal regista Paolo Sorrentino per aprire la colonna sonora originale del suo film del 2011 This Must Be the Place.

## Discografia parziale

### Discografia con i Virgin Prunes

#### Album in studio
- 1982 - Heresie (Invitation au Suicide, INV0500, doppio 10")
- 1982 - ...If I Die, I Die (Rough Trade, ROUGH49, LP)
- 1982 - A New Form of Beauty Parts 1 - 4 (Italian Records, EX41, doppio LP)
- 1985 - Over the Rainbow (Baby, BABY002, LP, MC)
- 1986 - Over the Rainbow/Heresie (Baby,  BABYCD002, CD)
- 1986 - The Moon Looked Down and Laughed (Baby,  BABY005/BABYCD005, LP, CD)
- 1987 - The Hidden Lie (Baby,  BABY008/BABYC008/BABYCD008, LP, MC, CD)

#### Raccolte
- 1993 - Artfuck (New Rose Records, 422476, CD)

#### Singoli
- 1981 - Twenty Tens (Baby,  BABY001, 7")
- 1981 - Moments and Mine (Rough Trade, RT072, 7")
- 1981 - A New Form of Beauty 1 (Rough Trade, RT089, 7")
- 1981 - A New Form of Beauty 2 (Rough Trade, RT090, 10")
- 1981 - A New Form of Beauty 3 (Rough Trade, RT099, 12")
- 1981 - A New Form of Beauty 4 (Rough Trade, RTC07/COPY07, MC)
- 1982 - Pagan Lovesong (Rough Trade, RT106/12RT106, 7", 12")
- 1982 - Baby Turns Blue (Rough Trade, RT119, 7")
- 1982 - The Faculties of a Broken Heart (Rough Trade, RT119T, 12")
- 1982 - Baby Turns Blue/Walls of Jericho (Stunn Records, SSP204, 12")
- 1986 - Love Lasts Forever (Baby,  BABY003/BABY004, 7", 12")
- 1986 - Don't Look Back (Baby,  BABY006/BABY007, 7", 12"

### Discografia solista

#### Album in studio
- 1989 - Each Man Kills the Thing He Loves (Island Records, LP, CD, MC)
- 1992 - Adam'n'Eve (Island Records, LP, CD, MC)
- 1995 - Shag Tobacco (Island Records, CD, MC)
- 2003 - Sergei Prokofiev's Peter & The Wolf con The Friday-Seezer Ensemble
- 2011 - catholic (Rubyworks, CD)

#### Colonne sonore
- 1998 - Music From The Motion Picture The Boxer (MCA Records, CD) con Maurice Seezer
- 2002 - In America. Original Motion Picture Soundtrack (Atlantic, CD) con Maurice Seezer

#### Raccolte
- 1995 - The World According To Me (Island Records, CD)

## Filmografia
- Disco Pigs, regia di Kirsten Sheridan (2001)
- Breakfast on Pluto, regia di Neil Jordan (2005)